# August von Witzleben
Gerhard August von Witzleben (né le 27 décembre 1808 à Düsseldorf et mort le 7 mai 1880 à Berlin) est un lieutenant général et écrivain militaire prussien.

## Biographie

### Origine
August est issu de la famille noble von Witzleben (de) de Thuringe. Il est le fils du colonel prussien Karl August von Witzleben (de) (1773–1839), qui écrit des romans et nouvelles « historico-romantiques » sous le pseudonyme d'A. von Tromlitz, et de son épouse Antoinette, née baronne von Heine (1780–1810). Son frère aîné est le lieutenant-général Ferdinand von Witzleben (de).

### Carrière
De 1821 à 1825, il étudie aux écoles monastiques de Donndorf et de Roßleben avant de rejoindre l'armée prussienne le 25 novembre. Là, il rejoint le 2e régiment de grenadiers à Berlin. Il est promu portepeefähnrich le 12 avril 1826 et sous-lieutenant agrégé le 17 avril 1827, mais est enrôlé le 17 décembre 1829. De 1831 à 1834, il est affecté à l'École générale de guerre et en 1838 au Bureau topographique, où il reste jusqu'en 1840. Le 27 juin 1843, il est promu premier lieutenant et en 1846, il travaille comme professeur à l'École divisionnaire du Corps de la Garde pendant un an. En 1846, il reçoit également la Croix du Mérite de l'ordre de la Maison saxonne-ernestine.
En mars 1848, Witzleben participe à la répression des combats de rue à Berlin (de), est promu capitaine le 6 avril 1848, puis participe à la guerre contre le Danemark, où il prend part comme commandant de compagnie à la bataille de Schleswig (de) le 23 avril. Le 3 février 1853, il est promu major sans brevet à la suite du régiment et envoyé à Gotha pour prendre le commandement du régiment d'infanterie ducal de Saxe-Cobourg-Gotha (de). Il reçoit sa commission de major le 14 novembre 1854 et est promu lieutenant-colonel en 1859. Witzleben plaide d'abord pour une unification des différents contingents de Thuringe et leur annexion à la Prusse. Le 1er août 1860, il devient commandant du 13e régiment d'infanterie à Münster et promu colonel le 18 octobre 1860.
En 1861, le duché de Saxe-Cobourg et Gotha conclut une convention militaire avec la Prusse, à laquelle Witzleben participe également. Il reçoit la croix de Commandeur de l'ordre de la Maison Saxonne-Ernestine le 14 janvier 1861 et l'ordre de l'Aigle rouge de 3e classe le 20 septembre 1861. Le 18 octobre 1862, il assiste au couronnement à Königsberg. Il dirige également son régiment lors de la guerre germano-danoise de 1864, où il participe à la prise de la redoute de Düppel. Le 7 juin 1864, il reçoit les épées de l'ordre de l'Aigle rouge, de 3e classe et le 21 août 1864 l'ordre de la Couronne de fer avec décoration de guerre.
Le 18 avril 1865, il est affecté au 13e régiment d'infanterie et se retire du service de première ligne le 18 juin 1865, en tant que major-général et transféré aux officiers de l'armée. En mai 1866, il est nommé commandant de la forteresse de Colberg jusqu'à sa promotion au grade de lieutenant général le 9 janvier 1868. Il s'installe à Dessau pour passer sa retraite et travailler comme écrivain militaire. Le 20 août 1873, il prend la direction du Militär-Wochenblatt et s'installe à Berlin. Le 13 juin 1876, il est décoré de l'Ordre de l'Aigle rouge de 2e classe avec feuilles de chêne et épées sur l'anneau, à l'occasion du 60e anniversaire du Militär-Wochenblatt.
De 1836 à 1841, il contribue à Militärconversations-Lexikons de Hans Eggert Willibald von der Lühe. Il écrit également pour la Militär-Literaturzeitung et l'Enzyklopädie von Ersch und Gruber, ainsi que pour Handwörterbuche der gesammten Militärwissenschaften de Bernhard von Poten et il contribue par des articles à l' Allgemeine Deutsche Biographie.

### Famille
Witzleben se marie deux fois, d'abord en 1840 avec la fille du marchand Pauline Charlotte Brünning (1822-1846), puis en tant que veuf en 1850 avec Charlotte Karoline Helene von Broscovius (1826-1903). Les deux mariages donnent naissance à au moins quatre filles :
- Hélène (née en 1844) mariée en 1876 avec Benno von Gillhausen (de), capitaine prussien, seigneur d'Esbach → parents de Guido von Gillhaußen (de)
- Hedwige (née et morte en 1846)
- Alice (1857–1928) mariée en 1887 avec Dietrich von Gravert (1822–1889), lieutenant général prussien
- Clara (née en 1859) mariée en 1885 (divorce 1886) avec Alexandre von Pawel-Rammingen (de) (1855–1883)[6]

## Publications
- Grundzüge des Heerwesens und Infanteriedienstes der Königlich Preußischen Armee. Berlin 1845, Digitalisat
- Heerwesen und Infanteriedienst der Königlich Preußischen Armee. Berlin 1851, Digitalisat
- Aus alten Parolebüchern der Berliner Garnison zur Zeit Friedrichs des Großen. Berlin 1851, Digitalisat
- Das Buch vom eisernen Herzog: Leben und Kriegsthaten des Herzogs von Wellington. 1853, Digitalisat
- Der Wasunger Krieg (de). Gotha 1855.
- Prinz Friedrich Josias von Coburg-Saalfeld, Herzog zu Sachsen, des Reiches Feldmarschall. 3 Bde. mit Atlas, Berlin 1859 (Digitalisate schwarzweiß: Volume 1, Volume 2, Volume 3 bei Google Books; Digitalisate farbgetreu: Volume 1, Volume 2, Volume 3 im Internet Archive)
- Geschichte der Familie von Witzleben. Nach archivarischen Quellen bearbeitet, Bath, Berlin 1868 Digitalisat
- Leopoldine Marie, Markgräfin von Brandenburg-Schwedt, geb. Prinzeßin von Anhalt-Dessau. Dessau und Ballenstedt 1870.
- Heerwesen und Infanteriedienst des Deutschen Reichsheers. Berlin 1871, Volume 1, Volume 2